# ساحل الخليج الأمريكي
ساحل خليج الولايات المتحدة، التي يشار إليها أحيانا بالساحل الجنوبي، أو ساحل الثالث، وتضم سواحل الولايات الأمريكية التي هي على خليج المكسيك، والتي تشمل ولاية تكساس، لويزيانا، ميسيسيبي، ألاباما وفلوريدا و المعروفة بولايات الخليج. وتقع جميع ولايات الخليج في المنطقة الجنوبية من الولايات المتحدة.
ويهيمن على اقتصاد منطقة ساحل الخليج الصناعات المرتبطة بالصيد، والفضاء، والزراعة، والسياحة. ويهيمن على المنطقة من خلال مدن (من الغرب إلى الشرق) براونزفيل، كوربوس كريستي، هيوستن، جالفستون، باتون روج و نيو اورليانز وبيلوكسي، موبايل، بينساكولا، تامبا، وعلى نحو متزايد، ساراسوتا. جميع مراكز مناطق التجمع الحضرية تحتوي على الموانئ الكبيرة.

## الجغرافيا
يتكون ساحل الخليج من العديد من مداخل الخلجان و البحيرات. و يتقاطع الساحل أيضا مع العديد من الأنهار، أكبرها هو نهر المسيسيبي. الكثير من الأراضي على طول ساحل الخليج هي أهوار، أو كانت الأهوار. يحيط ساحل الخليج السهل الساحلي للخليج الذي يمتد من جنوب غرب تكساس إلى مضيق فلوريدا ,بينما الأجزاء الغربية من ساحل الخليج يتكون من العديد من الجزر وأشباه الجزر الحاجزة، بما في ذلك 130 ميلا (210 كم) جزيرة بادري و جزيرة جالفستون التي تقع في ولاية تكساس الأمريكية. هذه التضاريس تحمي العديد من الخلجان و المداخل و توفر حاجز أمام الأمواج القادمة.الجزء الأوسط من ساحل الخليج، من شرق تكساس إلى لويزيانا، ويتكون أساسا من الأهوار. الجزء الشرقي من ساحل الخليج، في الغالب فلوريدا، تنتشر مع العديد من الخلجان ومداخل (بوغاز).

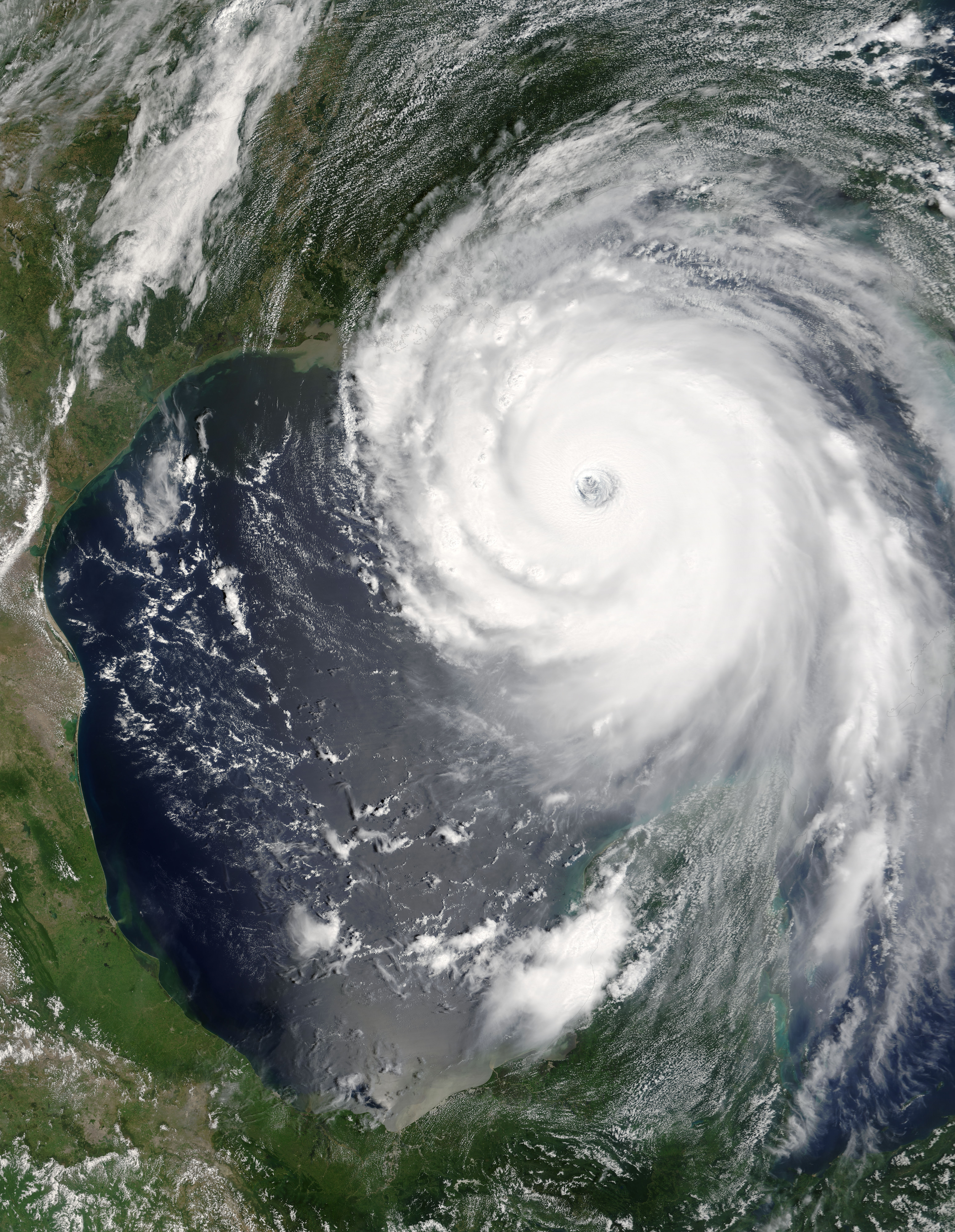
صورة فضائية لإعصار كاترينا 2005 لوكالة ناسا

## المناخ
منطقة ساحل الخليج معرضة للأعاصير و كذلك الفيضانات والعواصف الرعدية الشديدة. الأعاصير القمعية نادرة في الساحل ولكن تحدث، ولكن ترددها يحدث في الأجزاء الداخلية من ساحل دول الخليج هو أكبر من ذلك بكثير. الزلازل في المنطقة نادرة للغاية، ولكن زلزال قوته 6.0 مفاجئ حدث في خليج المكسيك في 10 سبتمبر عام 2006،شعر به من مدن نيو اورليانز إلى تامبا.

## النشاط الإقتصادي

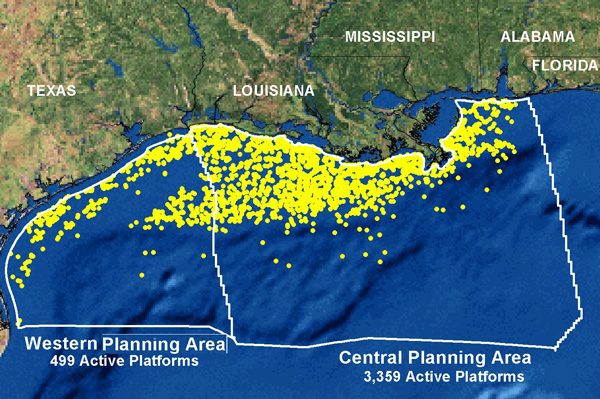
خريطة المنظمة الأمريكية للغلاف الجوي و المحيطات لمنصات النفط و الغاز في الخليج.

الولايات باللون الأحمر المطلة على خليج المكسيك.

ساحل الخليج هو مركز رئيسي للنشاط الاقتصادي. في المستنقعات على امتداد سواحل لويزيانا وتكساس توفر أرضا خصبة ودور الحضانة للحياة في المحيطات التي تدفع صناعة صيد الأسماك و الجمبري. ميناء لويزيانا الجنوبية (متروبوليتان نيو اورليانز في لابلاس) وميناء هيوستن من أنشط عشرة موانئ في العالم من حيث حجم الشحنات. اعتبارا من عام 2004، سبعة من الموانئ العشرة الأكثر إزدحاما في الولايات المتحدة هي على ساحل الخليج.
اكتشاف مكامن النفط والغاز على طول الساحل وفي البحر، جنبا إلى جنب مع سهولة الوصول إلى النقل البحري، جعلت ساحل الخليج قلب صناعة البتروكيماويات في الولايات المتحدة. الساحل يحتوي على ما يقرب من 4،000 منصة نفط.
بالإضافة إلى ما سبق، فإن المنطقة تتميز بالصناعات الهامة الأخرى بما في ذلك الفضاء والطيران والبحوث الطبية الحيوية، فضلا عن الصناعات القديمة مثل الزراعة و- خصوصا بعد تطوير ساحل الخليج الذي بدأ في 1920s، والزيادة في الثروة في جميع أنحاء الولايات المتحدة - السياحة.